# Asparagus przewalskyi
Asparagus przewalskyi — вид рослин із родини холодкових (Asparagaceae).

## Біоморфологічна характеристика
Це дводомна трав'яниста рослина. Кореневища повзуче, столоноподібне, завтовшки 1.2–1.8 мм. Стебла прямовисні, зазвичай прості, 10–30 см, смугасті чи смугасто-ребристі. Кладодії у пучках по 5–7, розлогі, 4–20(32) × ≈ 0.7 мм, злегка сплощені, нечітко жолобчасті. Суцвіття розвиваються після кладодій. Квітки обох статей парні; квітконіжка 3.5–4 см, зчленована дистально. Чоловічі квітки: оцвітина блідо-пурпурна, ≈ 7 мм; тичинки нерівні, зовнішні довші за внутрішні. Жіночі квітки: оцвітина ≈ 4 мм; недорозвинених тичинок 6. Ягода ≈ 7 мм у діаметрі, ≈ 3-насінна. Період цвітіння: травень; період плодоношення: серпень.

## Середовище проживання
Ареал: Китай (Цинхай).
Населяє чагарники; на висотах від 2200 до 2300 метрів.